# Рамадани, Зана
Зана Рамадани (род. 10 января 1984, Скопье) — немецкая политик, активистка феминистского движения и писательница албанского происхождения. Она родилась в Скопье, но в детстве бежала в Западную Германию. Она была председателем «Юнге Юнион», молодёжной организации ХДС (Консервативной партии) в Вильнсдорфе в Центральной Германии. 
Она приобрела известность, когда в 2012 году основала немецкое отделение феминистской протестной группы FEMEN и приняла участие в ряде топлес-протестов против сексуальной эксплуатации. Одна из самых громких акций протеста включала вторжение на сцену кастингового телешоу Хайди Клум «Топ-модель по-немецки» во время финала 8-го сезона с вывешенным слоганом «Шоу ужасов Хайди» в качестве критики идеала красоты, пропагандируемого индустрией моды. В другой раз группа появилась на улице в районе красных фонарей Гамбурга (Репербан), при этом Рамадани была одета в одежду с лозунгом «Уничтожим секс-индустрию!».
Книга Рамадани Die verschleierte Gefahr: Die Macht der muslimischen Mütter und der Toleranzwahn der Deutschen (Скрытая опасность: власть матерей-мусульманок и одержимость немцев толерантностью) была опубликована в марте 2017 года. Книга критикует ислам и роль матерей-мусульманок.
Согласно интервью Süddeutsche Zeitung в апреле 2017 года, она часто получает угрозы убийством от консервативных мусульман, а после того, как она забеременела, мусульмане также угрожали ей избиением с целью вызвать выкидыш. Поскольку полиция не предоставила ей защиты, она подала заявление для получения лицензии на огнестрельное оружие.